# エヴァン・ヴッチ
エヴァン・ヴッチ （英語: Evan Vucci、1976年 / 1977年 - ） はアメリカ合衆国の報道カメラマン。現在はAP通信ワシントンD.C.支局の主任カメラマンとして活動。
2024年7月13日に発生したドナルド・トランプ暗殺未遂事件で拳を振り上げているドナルド・トランプの写真を撮影したことで知られる。

## 来歴
メリーランド州オルニー出身。2000年、ロチェスター工科大学卒業。
大学卒業後の2003年、AP通信に入社。
2020年、AP通信ワシントンD.C.支局主任カメラマンを務める傍ら、ジョージ・フロイドの死の抗議活動を取材し、2021年のピューリッツァー賞 ニュース速報写真部門を受賞。

### ドナルド・トランプ暗殺未遂事件の写真
2024年7月13日に発生したドナルド・トランプ暗殺未遂事件で、演説のステージから連れ出される際、顔に血痕を付けながらも拳を空中に突き上げたトランプの姿を撮影した。この写真はメディアで大きく取り上げられ、タイム誌の表紙にも使用された。